# Władysław Kryszczyszyn
Władysław Wasylowycz Kryszczyszyn, ukr. Владислав Васильович Крищишин (ur. 19 listopada 1946 we Lwowie, zm. 8 kwietnia 2001 tamże) – radziecki sztangista.

## Biografia
Urodzony we Lwowie na Ukrainie. Mistrz Sportu (1962). Honorowy Mistrz Sportu (1969). Absolwent Lwowskiego Państwowego Instytutu Kultury Fizycznej i Instytutu Medycznego. Zawodnik SKA Lwów. Szkolony przez trenera Mykoły Komeszewa. 
Mistrz świata (1969) oraz dwukrotny mistrz Europy (1969, 1970) w wadze muszej. Złoty (1969), srebrny (1970) i brązowy (1968) medalista mistrzostw ZSRR. Zwycięzca Spartakiady Narodów ZSRR (1967). Mistrz Ukraińskiej SRR (1964, 1967, 1971). Ustanowił 15 rekordów świata: 7 w wyciskaniu, 4 w podrzucie oraz 4 w trójboju.
Po zakończeniu kariery sportowej pracował jako stomatolog. Po śmierci pochowany na cmentarzu Janowskim we Lwowie.

## Mistrzostwa świata
- Warszawa 1969 –  złoty medal (waga musza)

## Mistrzostwa Europy
- Warszawa 1969 –  złoty medal (waga musza)
- Szombathely 1970 –  złoty medal (waga musza)